# Viadana (Italië)
Viadana is een gemeente in de Italiaanse provincie Mantua (regio Lombardije) en telt 17.691 inwoners (31-12-2004). De oppervlakte bedraagt 102,2 km², de bevolkingsdichtheid is 166 inwoners per km².

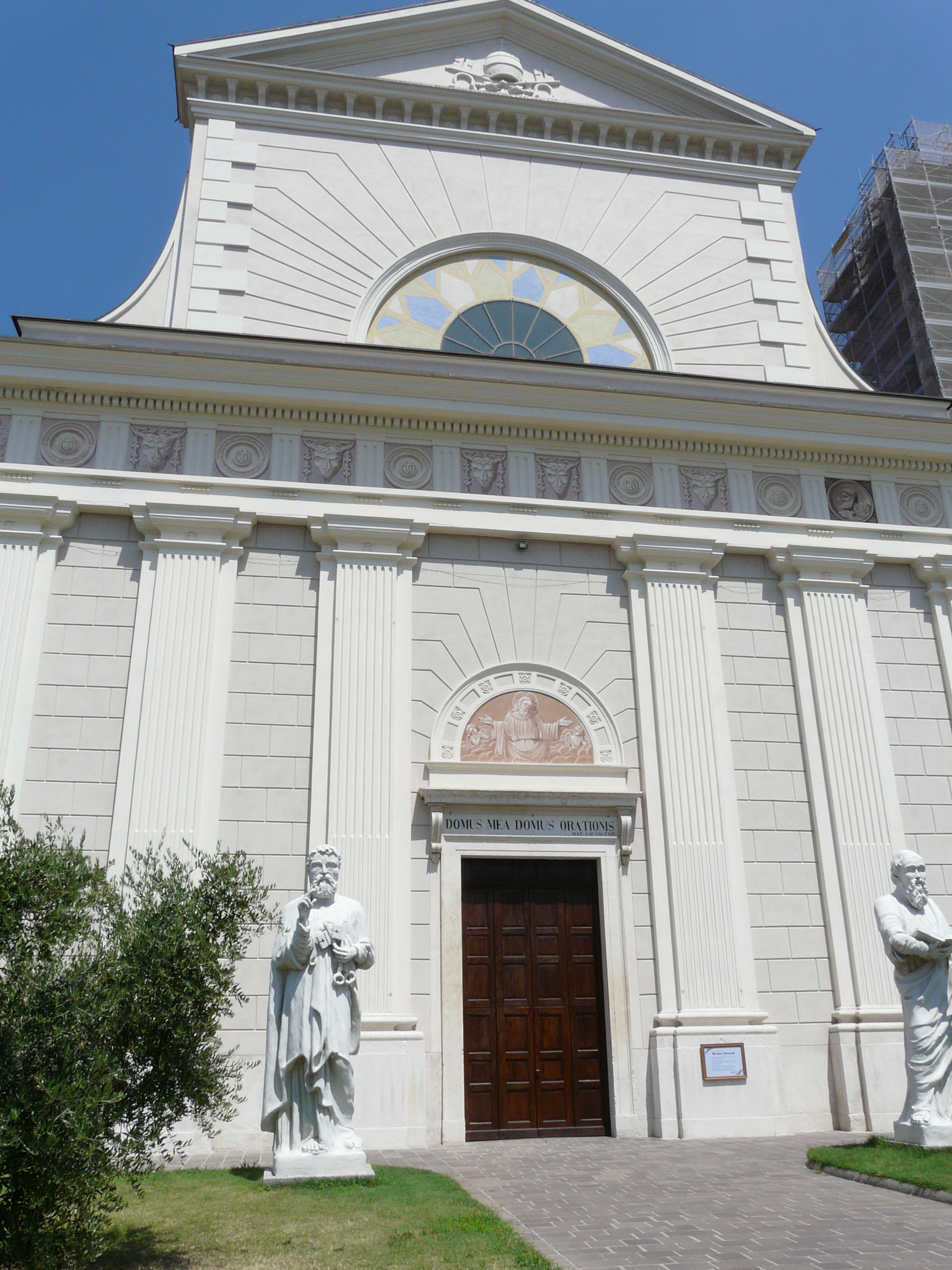
San Pietrokerk
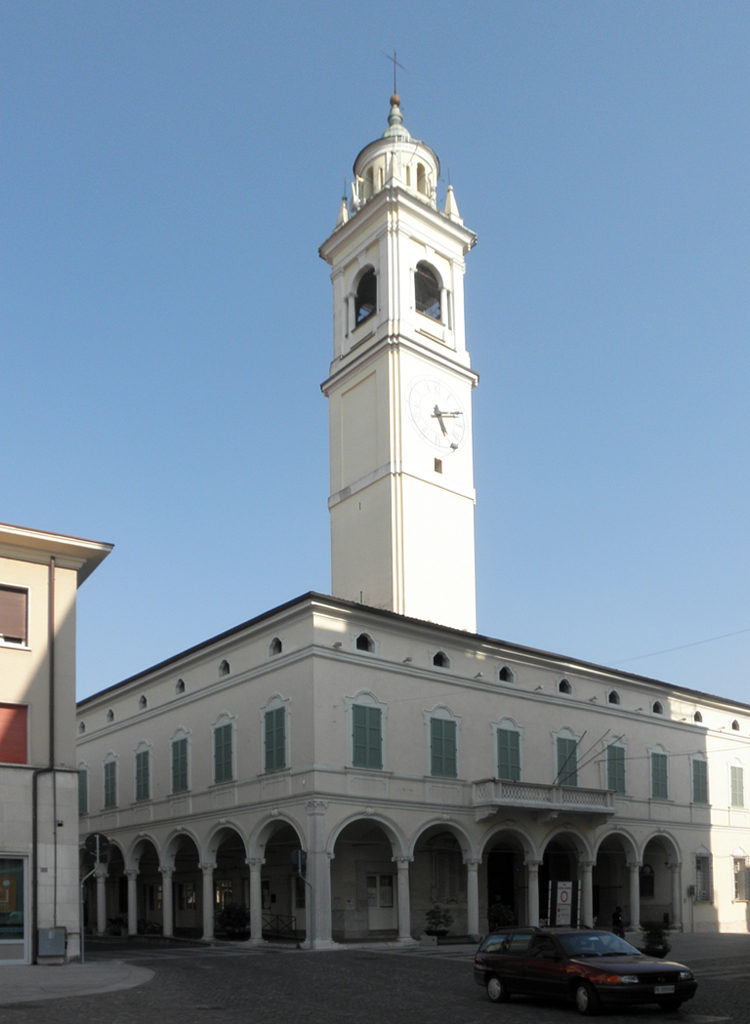
Gemeentehuis
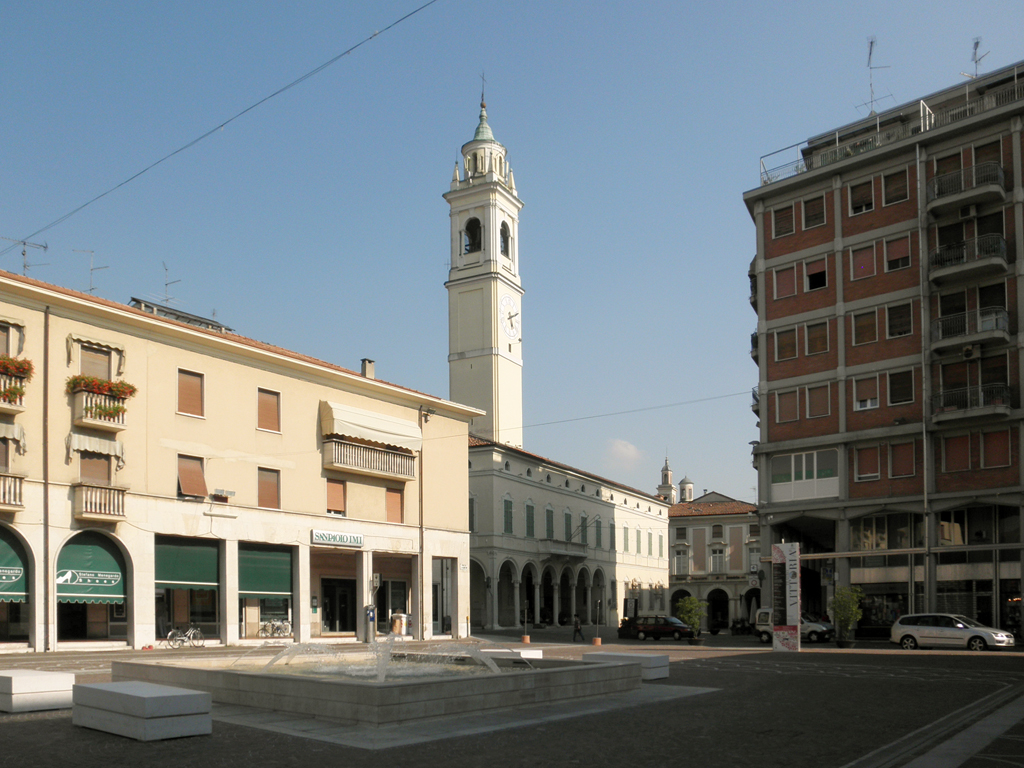
Piazza Matteotti

## Demografie
Viadana telt ongeveer 7112 huishoudens. Het aantal inwoners steeg in de periode 1991-2001 met 5,9% volgens cijfers uit de tienjaarlijkse volkstellingen van ISTAT.
| Jaar | Inwoneraantal |
| ---- | ------------- |
| 1991 | 15.984        |
| 2001 | 16.933        |

## Geografie
De gemeente ligt op ongeveer 26 m boven zeeniveau.
Viadana grenst aan de volgende gemeenten: Boretto (RE), Borgoforte, Brescello (RE), Casalmaggiore (CR), Commessaggio, Dosolo, Gazzuolo, Marcaria, Mezzani (PR), Motteggiana, Pomponesco, Sabbioneta, Suzzara.

## Sport
Viadana is één keer aankomstplaats geweest van een etappe in wielerkoers Ronde van Italië. In 2025 won de Nederlander Olav Kooij er de rit.